# 昆池岩駅
昆池岩駅（コンジアムえき）は、大韓民国京畿道広州市にある韓国鉄道公社（KORAIL）首都圏電鉄京江線の駅。
副駅名となっている東元大学校は5km以上離れており、むしろ隣駅の新屯陶芸村駅のほうが近い。

## 駅構造
- 島式ホーム2面4線の高架駅。フルスクリーンタイプのホームドアが設置されている。

### のりば
| 地上 2階 | 下り線     | →●首都圏電鉄京江線 驪州方面へ（新屯陶芸村駅）→ |
| 地上 2階 | 島式ホーム |                                                |
| 地上 2階 | 下り線     | →●首都圏電鉄京江線 驪州方面へ（新屯陶芸村駅）→ |
| 地上 2階 | 上り線     | ←●首都圏電鉄京江線 板橋方面へ（草月駅）        |
| 地上 2階 | 島式ホーム |                                                |
| 地上 2階 | 上り線     | ←●首都圏電鉄京江線 板橋方面へ（草月駅）        |

| 地上 | コンコース | 出入口、コンコース、自動券売機、改札口、エスカレーター、トイレ |

## 駅周辺
- 昆池岩（朝鮮語版）(申砬将軍墓所)：李氏朝鮮の武将申砬にまつわる伝説の岩で付近の地名および当駅名の由来とされる。
- 昆池岩市外バスターミナル（朝鮮語版）
- 昆池岩高等学校（朝鮮語版）
- 昆池岩中学校
- 昆池岩初等学校
- 仙東初等学校
- 昆池岩図書館
- 昆池岩邑事務所
- 昆池岩川
- 京畿陶芸博物館（朝鮮語版）
- 第二中部高速道路昆池岩IC
- 昆池岩リゾートスキー場：バスでのアクセスとなる

## バス
駅前に《昆池岩駅》停留所がある。
- 36、36-1、36-11、36-12：楊平バスターミナル方面
- 37-3：昆池岩バスターミナル、陶雄里タウンホール（昆池岩リゾート）経由秋谷里方面
- 39-4、39-5：芳都里方面

## 歴史
- 2016年
  - 4月29日 - 京江線距離告示（施行は9月の開業時）[2]。
  - 9月13日 - 秋夕に合わせ6日間無料運行（日中1時間間隔）[3]。
  - 9月24日 - 開業。

## 隣の駅
韓国鉄道公社
京江線（首都圏電鉄京江線）
草月駅 (K414) - 昆池岩駅 (K415) - 新屯陶芸村駅 (K416)